# Antarctotrechus
Antarctotrechus balli, com um nome vernáculo proposto de besouro tundra antártico de Ball (em homenagem ao besouro cientista George Ball), é um besouro extinto há muito tempo que habitava o clima temperado do que hoje é a Antártica . Tinha menos de um centímetro de comprimento, que se acreditava ser de cor marrom-escura, e existiu durante o período médio do Mioceno, entre 14 e 20 milhões de anos atrás.